# Oswald Petersen
Oswald Petersen (* 2. Februar 1903 in Düsseldorf; † 5. Juni 1992 ebenda) war ein deutscher Maler.

## Leben
In seiner Heimatstadt Düsseldorf besuchte Petersen, Sohn des dem Milieu der Düsseldorfer Malerschule zugerechneten Porträtmalers Walter Petersen, von 1909 bis 1921 das Realgymnasium und studierte danach zunächst an der Kunstakademie Düsseldorf bei Wilhelm Döringer, Willy Spatz und Franz Kiederich. In seiner Zeit an der Kunstakademie München (1923–1926), wo er nach eigenen Angaben „bummelte“, wurde er 1924 Mitglied des Corps Transrhenania. Oswald Petersen hatte zwei Töchter, Sabine, verheiratet mit dem Bildhauer Lutz Brockhaus, und Katharina (Katrine).

## Die Jahre in Paris (1927–1933)
Von 1927 bis 1933 lebte er in Paris und studierte dort an der 1925 von André Lhote gegründeten Académie Lhote in der Rue d’Odessa am Montparnasse. Zu den Schülern des kubistischen Malers, Bildhauers und Kunsttheoretikers zählten unter anderem Tamara de Lempicka, Henri Cartier-Bresson, Alf Bayrle, Hans Hartung, Anna Eva Bergman, Aurélie Nemours, Fred Klein und William Klein. 1927 ermutigte André Lhote seine Studenten den Sommer in Mirmande im Drôme-Tal zu verbringen und unter freiem Himmel in der Natur zu malen. Hier entstanden im selben Jahr Petersens Ansichten von Mirmande, sein kubistisches Hauptwerk.
Studienreisen führten ihn in dieser Zeit zunächst in die Bretagne und in die Normandie. Es folgten regelmäßige Aufenthalte in Südfrankreich und Spanien. 1929 wurde er Mitglied des Salon des Surindépendants am Place Versailles. Gegründet von René Jacob Mendès-France (1888–1985), einem französischen Maler und Dichter, handelte es sich hierbei um eine Gruppe von fünfzig bis sechzig jungen Künstlern, davon einige aus Spanien, die nicht unbedingt ein einheitliches ästhetisches Programm verfolgten, sich aber einig in der Ablehnung des etablierten Kunstmarktes und der etablierten Galerien waren. Im Jahr 1930 trat er der Gruppe 1940 bei. Von 1931 bis 1933 war er Mitglied der Rheingruppe. Seine erste Einzelausstellung mit 70 Landschaften und 23 Kompositionen fand 1932 in der Galerie Jeanne Castel in der Avenue Matignon in Paris statt.
Es kam zu einer Begegnung mit Henri Matisse, der Petersen damals im Atelier aufsuchte und eineinhalb Stunden dessen Bilder durchsah. Matisse riet dem jungen Künstler, wie dieser später erzählte, damals: „Komponieren Sie mit Farbklängen.“ und empfahl ihm das Malen in der Natur im südfranzösischen Küstenort Collioure. In den Sommermonaten 1931 und 1932 reiste Petersen mit seinen Freunden, den Schweizer Malern Walter Bodmer, Kurt Wiemken, Otto Abt und Serge Brignoni, die zu dieser Zeit ebenfalls in Paris lebten, nach Collioure. Dort lernten sie den Bildhauer Jean Matisse kennen.
Im Jahr 1932 bezeichnete der französische Dichter und Surrealist Robert Valençay in der „Revue d’Allemagne et des pays de langue allemande“ Oswald Petersen als „höchst sensibel im Spiel mit den Farben“. Diese Sensibilität sei „mehr eine Sache des Temperaments als der Schule“. Zudem habe er seine Emotionen „zu einem bewußten konstruktiven Können entwickelt“ und so diszipliniert. Er nannte ihn einen Hauptvertreter der aktuellen jungen Malerei in Deutschland. Der französische Dichter und Kunstkritiker André Salmon, ein Fürsprecher und Wegbereiter des Kubismus, attestierte ihm „eine seltene Intelligenz der Bildgestaltung“.

## Tossa de Mar (Sommer 1934)
Den Sommer 1934 verbrachte Oswald Petersen mit Marc Chagall, Dora Maar, Jean Gérard Matisse, Peter Janssen, Serge Brignoni, Georges Kars, Ari Walter Kampf, Kurt Seligmann, Oscar Zügel, André Masson, Georges Bataille, Jean Metzinger und Tadashi Kaminagai in Tossa de Mar an der Costa Brava, einem bedeutenden Zufluchtsort für Künstler des Kubismus und Surrealismus, Architekten und Intellektuelle der Zwischenkriegszeit aus ganz Europa. Mit Zunahme des nationalsozialistischen Terrors in Deutschland suchten am Vorabend des spanischen Bürgerkriegs auch immer mehr Kulturschaffende und politische Antifaschisten in Tossa Zuflucht. Treffpunkt war die „Bar d’en Marcus“ des Berliner Bauhaus-Architekten Fritz Markus, das „Café d’en Biel“ und das von Markus erbaute Hotel „Casa Johnstone“.
Die Hotelbesitzerin Nancy Johnstone erinnert sich 1937 in ihrem Buch „Hotel in Spain“: „In der Bar von Marcus gab es tolle Momente. Wenn man sich zum Beispiel mit Zügel, Masson, Petersen oder Matisse zusammensetzte.“ Petersens in dieser Zeit entstandene Ölbilder, Aquarelle und Pastellzeichnungen wurden vom 27. Oktober bis 9. November 1934 in der Galerie Layetanas in Barcelona ausgestellt. Der katalanische Maler und Kunstkritiker Rafael Benet i Vancells schreibt anlässlich der Ausstellung in seinem Artikel „Das Babel der Kunst“ (gemeint ist der Künstlerort Tossa) in der Zeitschrift „Art“ über den „deutschen Fauvisten“ Petersen: „Die heitere Iris von Petersen tritt in Kontakt mit der Retina des Sonnenlichts. Eine intensive und feine Palette auf der Basis von Grau, Grün, Rosa und Blau.“

## Rückkehr nach Deutschland (1934)

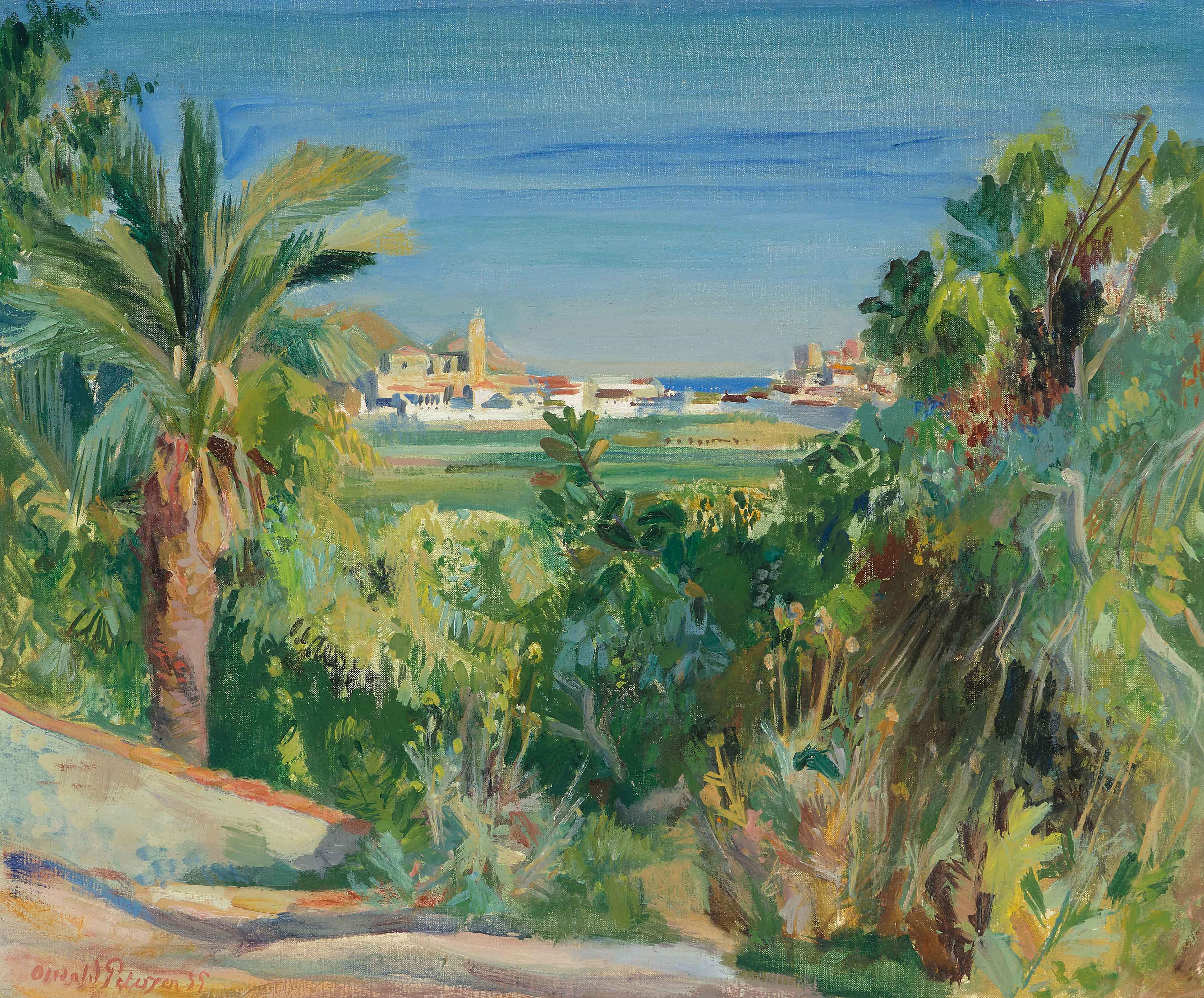
Oswald Petersen, Landschaft aus Almuñécar, 1935, Öl auf Leinwand

Wegen Devisenschwierigkeiten über Saarbrücken nach Düsseldorf zurückgekehrt, stellte er seine Bilder im Museum Saarbrücken und in der Kunstsammlung Schulthess in Basel sowie 1935 in The Storran Gallery in London aus. Seit Mitte der 1930er Jahre führten ihn Studienreisen nach Spanien, Frankreich, Italien, England, Schweden und Jugoslawien. 1937 stellte er in der Düsseldorfer Reichsausstellung Schaffendes Volk, einer auch nach außen hin bedeutenden Propagandaschau Deutschlands während des Nationalsozialismus, seine Landschaften aus. Diese wurden anlässlich des Besuchs von Adolf Hitler gegen gefälligere Porträts ausgetauscht. Petersen war 1938, 1942, 1943 und 1944 auf der Großen Deutschen Kunstausstellung in München vertreten, unter anderem mit Porträts der Künstler Willy Birgel und Lilia d’Albore und des Wehrmachts-Generals Karl Allmendinger. Vom Ende der 1930er Jahre bis 1988 stellte die Galerie Alex Vömel in Düsseldorf seine Bilder regelmäßig aus. 1937 machte er eine erste Sommerreise nach Schweden, 1938 nach Hiddensee und 1943 folgten mehrere Arbeitsaufenthalte im Allgäu. Das Kriegsende erlebte Petersen in Essen.

## Nachkriegszeit (ab 1945)
Seine Arbeiten nehmen eine wichtige Position in der Malerei nach 1945 ein und besitzen einen eigenen Charakter zwischen abstrahierender und klassischer Formensprache, sie bleiben „in der Formvereinfachung der Naturwirklichkeit verbunden“. Im Dezember 1945 stellte die Düsseldorfer Galeristin Hella Nebelung in der teils zerbombten Ruine eines Patrizierhauses in der Düsseldorfer Hofgartenstraße 10 und ab 1955 im südlichen Ratinger Tor seine Werke aus. 1946 schloss Oswald Petersen sich der Rheinischen Sezession, 1949 der Neuen Rheinischen Sezession und 1950 dem Deutschen Künstlerbund an, an dessen ersten Jahresausstellungen er bis 1954 teilnahm. 1947 stellte die Galerie Nebelung seine Werke im Rahmen der Ausstellung „Progressive Malerei“ gemeinsam mit Arbeiten von Peter Janssen, Ari Kampf, Bruno Goller, Otto Pankok, Emil Schumacher und Max Ernst aus. 1948 folgte eine Ausstellung im Aachener Suermondt-Museum. 1952 wurde ihm der Cornelius-Preis der Stadt Düsseldorf verliehen. 1953 fertigte er fünf großformatige Seidendrucke zur Geschichte der Fürstäbtissinnen für den Gelben Saal im Saalbau Essen an. Gefördert von Hella Nebelung hatte er 1957, 1968 (Aquarelle) und 1977 (Porträts) Ausstellungen in der Städtischen Kunstsammlung Düsseldorf sowie 1960 beim Kunstverein für die Rheinlande und Westfalen. Ab den 1960er Jahren widmete sich Petersen, neben der Porträtmalerei, verstärkt der Aquarellmalerei. So entstanden lichtdurchflutete Aquarelle mit informellen Farbflüssen von Schluchten auf Ischia und in Spanien. Die Kunsthalle Düsseldorf zeigte diese vom 29. November 1968 bis 1. Januar 1969 in der Einzelausstellung „Oswald Petersen – Neue Aquarelle“. Seit den 1980er Jahren entstanden bei Bad Gastein teils großformatige „Wald“-Aquarelle und in Öl gemalte „Waldlichtungen“ mit abstrakter Wirkung. 1988 wurde er zum Ehrenmitglied der Kunstakademie Düsseldorf ernannt.

## Künstlerfreundschaften
Er pflegte Künstlerfreundschaften u. a. zu Peter Janssen, Konrad Klapheck, Meret Oppenheim, Wolfgang Paalen, Gotthard Graupner, Serge Brignoni, Otto Abt, Walter Kurt Wiemken, Helfried Hagenberg, Lutz Brockhaus, Richard Gessner, Helmut Hentrich, Carl Barth sowie Kay Lorentz und Lore Lorentz. Zudem verband ihn eine Freundschaft mit dem Bildhauer Jean Gérard Matisse (1899–1976), einem der beiden Söhne von Henri Matisse. Oswald Petersen war Mitglied im Künstlerverein Malkasten im Düsseldorfer Malkasten-Haus.

## Porträtmalerei

Oswald Petersens Porträt Willy Brandts in der Kanzlergalerie des Bundeskanzleramts Berlin als viertes Bild von links

Er war, wie bereits sein Vater Walter Petersen, der „das Glück hatte Otto von Bismarck zu porträtieren“ Porträtmaler; sein bekanntestes Bild ist das von Willy Brandt. Für die Kanzlergalerie im Bundeskanzleramt porträtierte zunächst der Kölner Maler Georg Meistermann den scheidenden Kanzler. Das Bild galt als umstritten, man sprach von Brandt als „apokalyptischem Reiter“. 1982 ließ er sich auf Drängen von Helmut Kohl erneut porträtieren, diesmal 1985 von Oswald Petersen. Das Bild hängt im Bundeskanzleramt.
Ab Ende der 1930er Jahre bis zu seinem Tod wandte er sich in stärkerem Maß der Porträtmalerei zu, weil er für seine Familie mit zwei Töchtern sorgen musste. Überhaupt war Petersen bekannt für Porträts von Industriellen und Personen des öffentlichen Lebens, darunter Lennart Graf Bernadotte und dessen Frau Sonja.

## Die letzten Jahre
Anlässlich seines 85. Geburtstags 1988 zeigte die Galerie Alex Vömel in der Ausstellung „Hommage à Oswald Petersen“ dessen Arbeiten aus den vergangenen fünfzig Jahren. Kurz vor seinem Tod erlebte er am 6. März 1992 noch die Eröffnung seiner Retrospektive „Oswald Petersen. Der Maler“ mit Werken der Landschaftsmalerei aus den Jahren 1923 bis 1991 im Düsseldorfer Kunstmuseum im Ehrenhof und wohnte dem anschließenden Empfang in den Rheinterrassen bei. Noch im Jahr vor seinem Tod vollendete er ein großformatiges Porträt von Werner Schmalenbach, dem ehemaligen Direktor der Kunstsammlung Nordrhein-Westfalen in Düsseldorf. Das bereits fast fertige Porträt von Leo Brandt wurde nach Petersens Tod vom Düsseldorfer Maler Walter Ritzenhofen fertiggestellt. Der Nachlass von Oswald Petersen befindet sich im Rheinischen Archiv für Künstlernachlässe (RAK).

## Ölgemälde
- 1922/23: Im Garten
- 1926: Straße in St. Germain
- 1926: Markt in der Bretagne (Concarneau)
- 1926: Fischerboote in der Bretagne (Concarneau), Sammlung Andreas und Ralph Thenhaus
- 1926: Meeresufer bei Blanes, Privatbesitz Düsseldorf
- 1927: Mirmande im Rhônetal,[58] Sammlung Andreas und Ralph Thenhaus
- 1927: Waldinneres bei Mirmande im Rhônetal
- 1927: Landschaft aus der Drôme
- 1928: Stilleben
- 1929: St. Tropez I, Privatbesitz Neuss
- 1929: Landschaft in der Normandie
- 1931: Blick auf den Tour de Madeloc (Collioure I), Sammlung Andreas und Ralph Thenhaus
- 1931: Weinberg in Collioure
- 1931: Küstenstraße bei Collioure, Kunstmuseum Düsseldorf im Ehrenhof
- 1931: Mädchen auf dem Balkon (Collioure)
- 1931: Collioure
- 1931: Kleine Brücke (Parc Mont-Souri)
- 1931: Parc Mont-Souri
- 1931: Im Park, Privatbesitz Düsseldorf
- 1931: Kauernde Frauen
- 1931: Mädchen an der Staffelei
- 1931: Atelier, Rheinisches Landesmuseum Bonn
- 1932: Torso am Fenster (Collioure)
- 1932: Korkeichen bei Collioure
- 1932: Landschaft bei Collioure
- 1932: Balkon
- 1932: Südlicher Park, Kunstmuseum Düsseldorf im Ehrenhof
- 1932: Banlieue de Paris
- 1932: Stilleben im Atelier, Kultusminister des Landes Nordrhein-Westfalen
- 1933: Park an der Côte d’Azur[59]
- 1933: Park, Privatbesitz Darmstadt
- 1933: Landschaft am Meer bei Collioure, Privatbesitz Darmstadt
- 1934: Spanisches Dorf (Tossa de Mar)[60]
- 1934: Die Kirche Sant Vicent (Tossa de Mar)[61]
- 1934: Terrasse „Casa Johnstone“ I (Tossa de Mar),[62] Sammlung Andreas und Ralph Thenhaus
- 1934: Terrasse „Casa Johnstone“ II (Tossa de Mar), Sammlung Andreas und Ralph Thenhaus
- 1934: Mediterrane Landschaft (Tossa de Mar),[63] Sammlung Andreas und Ralph Thenhaus
- 1934: Paisatge, Museo d'Art de Girona
- 1935: Graslandschaft
- 1935: Rote Berge bei Malaga, Privatbesitz
- 1935: Südländische Landschaft[64]
- 1935: Landschaft bei Almuñécar I,[64] Sammlung Andreas und Ralph Thenhaus
- 1935: Landschaft bei Almuñécar II, Sammlung Andreas und Ralph Thenhaus
- 1935: Landschaft in der Baumblüte (Südengland), Sammlung Andreas und Ralph Thenhaus
- 1935: Herbstliche Hügellandschaft[65]
- 1936: Berglandschaft in den französischen Alpen, Sammlung Andreas und Ralph Thenhaus
- 1937: Kiefern, Stockholm[66][67]
- 1937: Mittsommernacht, Stockholm
- 1941: Norddeutsches Gehöft
- 1942: Landschaft mit Häusern am Rhein[68]
- 1944: Handarbeit, Privatbesitz Zürich
- 1945: Abgetakelte Boote am Strand[65]
- 1945: Golfplatz (nach einer Skizze von 1929)[69]
- 1947: Herbstliche Straße[70]
- 1949: Weg in den Weinbergen
- 1949: Reifes Mohnfeld, Privatbesitz Neuss
- 1949: Ohne Titel (Sommerliche Seelandschaft)[71]
- 1950: Herbstabend, Kunstmuseum Düsseldorf im Ehrenhof
- 1950: Höri-Landschaft (Am Bodensee)
- 1952: Südliche Landschaft, Privatbesitz Köln
- 1952: Gärtnerei, Kultusminister des Landes Nordrhein-Westfalen
- 1952: Kiefern
- 1957: Berglandschaft[72]

## Porträtmalerei
- 1927: Weiblicher Akt[73]
- 1928: Selbstporträt im Atelier (Paris), Sammlung Andreas und Ralph Thenhaus
- 1935: Itta Niemeyer
- 1936: Anna Maria Haeffs
- 1936: Oberstleutnant a. D. Hermann Steneberg
- 1939: Der Cellist Luigi Silva
- 1942: Bildnis Lilia d'Albore[74]
- 1942: Der Schauspieler Paul Wegener, Theatermuseum der Landeshauptstadt Düsseldorf
- 1943: Der Schauspieler Will Quadflieg als Clavigo, Theatermuseum der Landeshauptstadt Düsseldorf
- 1943: Der Schauspieler Willy Birgel[75]
- 1943: Tochter Katharina
- 1944: General Karl Allmendinger[76]
- 1945: Albert Vögler, Präsident der Max-Planck-Gesellschaft[77]
- 1948: Tochter Sabine
- 1950: Joan S. Crane, Thyssenkrupp Corporate Archives[78]
- 1951: Hella Nebelung
- 1958: Porträt Frau Girardet
- 1961: Heinrich Thyssen (nach Fotos)[79]
- 1963: Edwin Vömel
- 1966: Wilhelm Zangen
- 1966: Heinz Kühn, Ministerpräsident NRW[80]
- 1968: Anna Klapheck
- 1969: Mariella von Klenck
- 1969: Walther Siegert
- 1971: Hans Paffrath
- 1971: Bettina Ruhrberg
- 1971: Reinhard A. Bitter, im Bürogebäude des Beamtenheimstättenwerkes in Hameln
- 1971: Angelika Ruhrberg
- 1971: Irene von Raggamby
- 1975: Helmut Hentrich
- 1975: Viktor Langen, Präsident der IHK Düsseldorf
- 1976: Sigrun Asshauer
- 1976: Oberstadtdirektor Gilbert Just, im Rathaus Düsseldorf
- 1978: Lennart Graf Bernadotte[81]
- 1978: Sonja Gräfin Bernadotte[82]
- 1981: Dr. Wilhelm Lenz[83]
- 1991: Werner Schmalenbach